# Tarifa
Tarifa est une ville fortifiée du sud de l'Espagne, située dans la province de Cadix, en Andalousie. C'est là que se trouve le point le plus méridional de l'Europe continentale avec la pointe de Tarifa, au sud-ouest de Gibraltar. Cette pointe est parfois appelée « la pointe de l'Europe ».

## Toponymie
Le nom de Tarifa vient de Tarif ibn Malik, un commandant omeyyade qui est à l'origine de l'apparition des Banu Tarif qui prendront le nom de Barghawata, dans la région de Tamesna. Al-Bakri parle abondamment de cet épisode dans son ouvrage Kitab al masalik wa-l-mamalik (Livre des routes et royaumes).

## Géographie

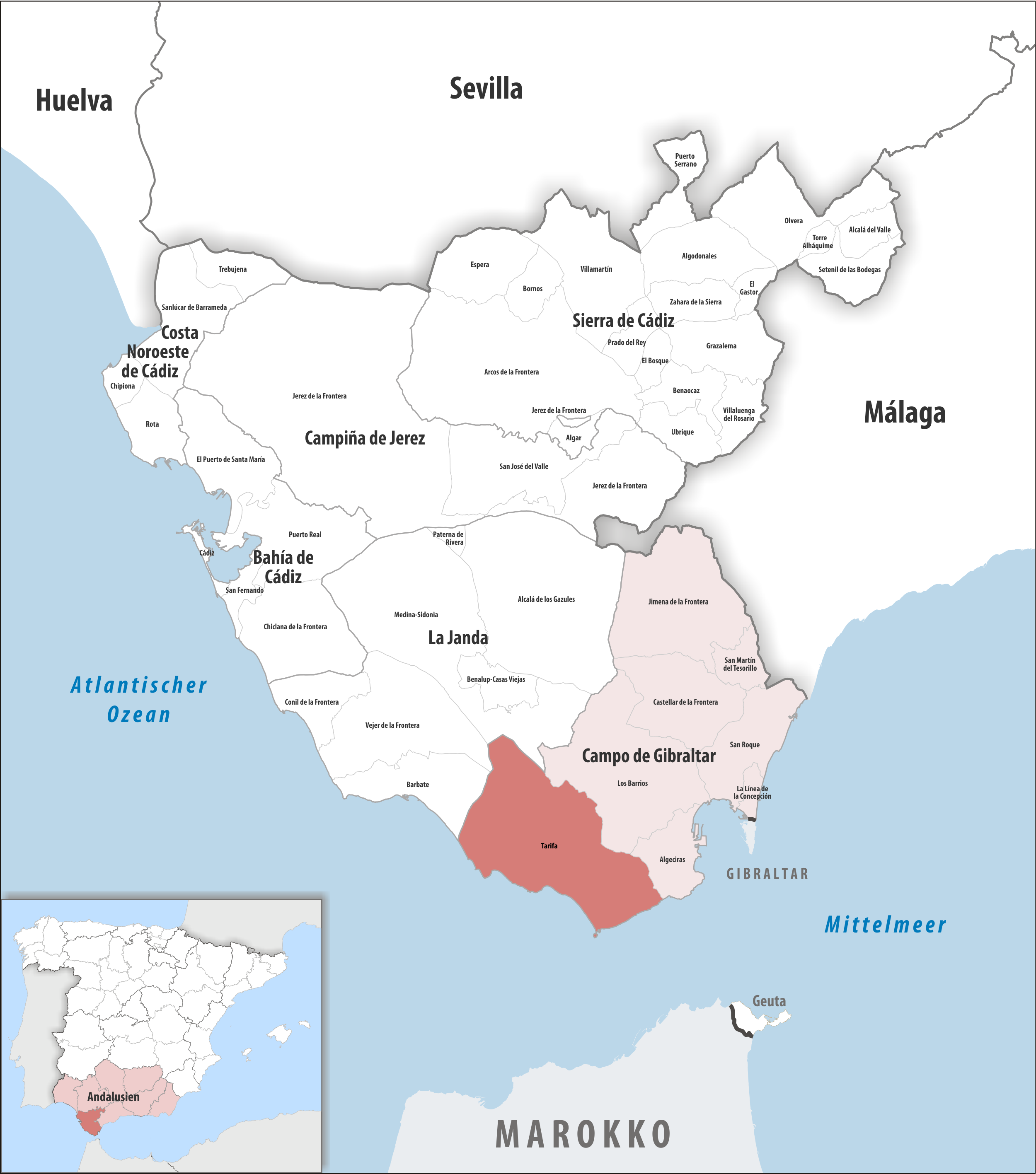
Tarifa dans la province de Cadix / en Andalousie

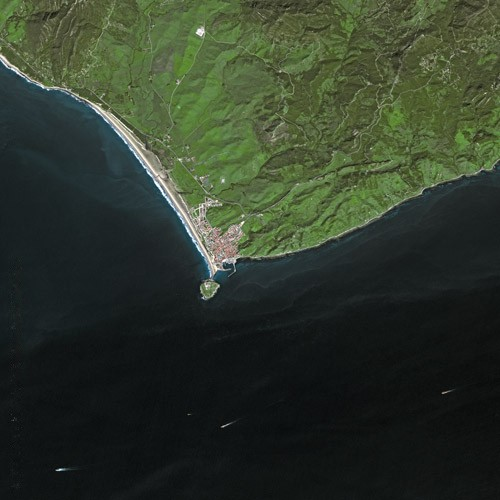
Image satellite de Tarifa et de sa pointe.

### Localisation
Outre sa situation à la pointe sud de l'Espagne et de l'Europe, d'autres points de repère importants sont 
Algésiras à 24 km au nord-est ;
Gibraltar à 48 km au nord-est ;
Cadix à 103 km au nord-ouest
La municipalité inclut une bonne partie du parc naturel du Détroit (parque natural del Estrecho), qui occupe les côtes est et ouest mais exclut la ville, le parcours de la route N-340, et le cours du rio de la Jara sur environ 8 km en amont de son embouchure. Une grande partie du reste de la commune est dans le parc naturel Los Alcornocales (es). Dans cette dernière partie, elle inclut le réservoir d'Almodóvar (es).

### Description
La ville est connue comme un haut lieu de la planche à voile et du kite-surf en Europe en raison des vents forts générés par un goulet entre l'Afrique et l'Europe constitué par les montagnes situées de part et d'autre du détroit de Gibraltar (altitudes presque identiques ± 840 m) : les colonnes d'Hercule. Une faille de près de 1000 m constitue la partie la plus profonde du détroit au nord du rocher de Gibraltar. Un projet de tunnel passant un peu plus au nord-ouest trouverait des fonds plus accessibles ± 200 m mais risque de détruire un site romain antique (à Bolonia) situé juste derrière la première montagne d'une chaîne au nom rendu célèbre : "La bétis" par une fameuse équipe de football.
Deux types de vent soufflent sur la ville de Tarifa :
- le « levante » (de la Méditerranée), vent fort… régulièrement entre 6 et 8 Beaufort allant parfois jusqu'à 10 (est-nord-est)
- le « poniente » (de l'Atlantique), plus faible, en général de 4 à 6 Beaufort (sud-ouest).

Tarifa et ses environs sont parsemés d'éoliennes.
L'île des Colombes (Isla de las Palomas), reliée à Tarifa par une digue, marque la séparation entre l'océan Atlantique et la mer Méditerranée. Elle est terrain militaire et ne peut être visitée. Elle constitue le point de départ d'une ligne bien visible depuis les hauteurs formée par la rencontre du très fort courant venant de la Méditerranée (8 nœuds soit 14 km/h) et son contre-courant créant une vague blanche déferlante caractéristique sur des kilomètres vers l'Atlantique.
| Mois                                  | jan.      | fév.      | mars      | avril     | mai       | juin      | jui.      | août      | sep.      | oct.      | nov.      | déc.      | année     |
| ------------------------------------- | --------- | --------- | --------- | --------- | --------- | --------- | --------- | --------- | --------- | --------- | --------- | --------- | --------- |
| Température minimale moyenne (°C)     | 10,8      | 10,9      | 12,4      | 13        | 14,9      | 17,8      | 19,4      | 20        | 19        | 16,7      | 13,9      | 12,1      | 15,1      |
| Température moyenne (°C)              | 13        | 13        | 14,4      | 15,2      | 17,2      | 19,8      | 21,7      | 22,3      | 21,1      | 18,6      | 15,9      | 14,1      | 17,2      |
| Température maximale moyenne (°C)     | 15,2      | 15,1      | 16,3      | 17,3      | 19,4      | 21,8      | 23,9      | 24,5      | 23,1      | 20,6      | 17,9      | 16,1      | 19,3      |
| Record de froid (°C) date du record   | −3,3 2005 | −2,1 1954 | 1,2 1993  | 4 1987    | 7,4 2013  | 10,6 1966 | 11,9 2004 | 14,2 2008 | 5 1965    | 6,4 1965  | 2,4 2001  | 0,4 1967  | −3,3 2005 |
| Record de chaleur (°C) date du record | 22,4 1971 | 24,7 1950 | 24,3 2002 | 26,4 1982 | 31,9 2012 | 34,9 2004 | 35,3 1955 | 37 1949   | 37,4 1966 | 30,9 2015 | 27,1 2006 | 23,6 1967 | 37,4 1966 |
| Ensoleillement (h)                    | 153       | 161       | 199       | 218       | 264       | 284       | 307       | 297       | 233       | 202       | 170       | 142       | 2 630     |
| Précipitations (mm)                   | 70        | 75        | 48        | 57        | 28        | 8         | 2         | 4         | 16        | 80        | 86        | 118       | 592       |
| Nombre de jours avec précipitations   | 6,9       | 7,8       | 5,4       | 6,7       | 4         | 1,3       | 0,4       | 0,4       | 2         | 6,4       | 8         | 10,1      | 59,4      |
| Humidité relative (%)                 | 77        | 79        | 78        | 77        | 78        | 79        | 80        | 81        | 81        | 81        | 79        | 78        | 79        |

| Diagramme climatique                                  |            |            |          |            |           |           |         |          |            |            |             |
| J                                                     | F          | M          | A        | M          | J         | J         | A       | S        | O          | N          | D           |
| 15,210,870                                            | 15,110,975 | 16,312,448 | 17,31357 | 19,414,928 | 21,817,88 | 23,919,42 | 24,5204 | 23,11916 | 20,616,780 | 17,913,986 | 16,112,1118 |
| Moyennes : • Temp. maxi et mini °C • Précipitation mm |            |            |          |            |           |           |         |          |            |            |             |

## Histoire
Dans l'Antiquité, le site de Tarifa appartenait au territoire de la colonie punique puis romaine de Baelo Claudia, abandonnée au VIIe siècle.
Occupée en 710 par Tarif ibn Malik, lieutenant de Tarik, qui y bâtit une forteresse et lui donne son nom, Tarifa appartient au califat omeyyade puis au taïfa d'Algésiras. Elle est prise par les Castillans en 1292.
En 1340, une coalition musulmane rassemblant les forces du sultan Mérinide, Abu al-Hasan ben Uthman, et du roi de Grenade, Yusuf Ier, avec des vaisseaux prêtés par Abu Yahya Abu Bakr al-Mutawakkil, sultan Hafside, inflige une défaite devant Tarifa à la flotte castillane. Puis l'armée musulmane entreprend le siège de la ville. Le roi Alphonse XI le Justicier de Castille, avec des renforts portugais, livre la bataille de Tarifa (ou du Salado) et oblige les musulmans à lever le siège.
Pendant la guerre d'indépendance espagnole, en 1811-1812, Tarifa est assiégée à deux reprises par les troupes françaises. En octobre 1811, des troupes hispano-anglaises venue de Cadix débarquent et occupent le petit port ; le général Godinot tente de les en déloger mais la route balayée par les boulets des navires anglais rend la chose impossible et il doit lever le siège. En décembre, le général Ballesteros reculant, le général Leval est envoyé pour prendre la ville ; elle est défendue par 3 000 hommes commandés par le général Francisco Copons y Navia pour les Espagnols et le colonel John Byne Skerret pour les Anglais. Le général Leval fait ouvrir la tranchée le 25 décembre et venir des pièces de siège de Puerto Real. Le 30 décembre, une ouverture est pratiquée dans la muraille mais les Français qui chargeaient se heurtent à des retranchements improvisés dans les rues et doivent se replier. Le 4 janvier 1812, Leval reçoit l'ordre de lever le siège car les Anglais avancent en Estrémadure; le sol étant détrempé par les pluies, il doit abandonner les pièces de siège. Cet épisode vaut au général Copons le titre de comte de Tarifa (es).
Au-delà de la ville même, la municipalité inclut le village de Facinas, environ 5 km à l'est du réservoir d'Almodóvar (es), où se trouve un important complexe mégalithique avec plusieurs dolmens dans sa Sierra de Saladaviciosa.

## Démographie

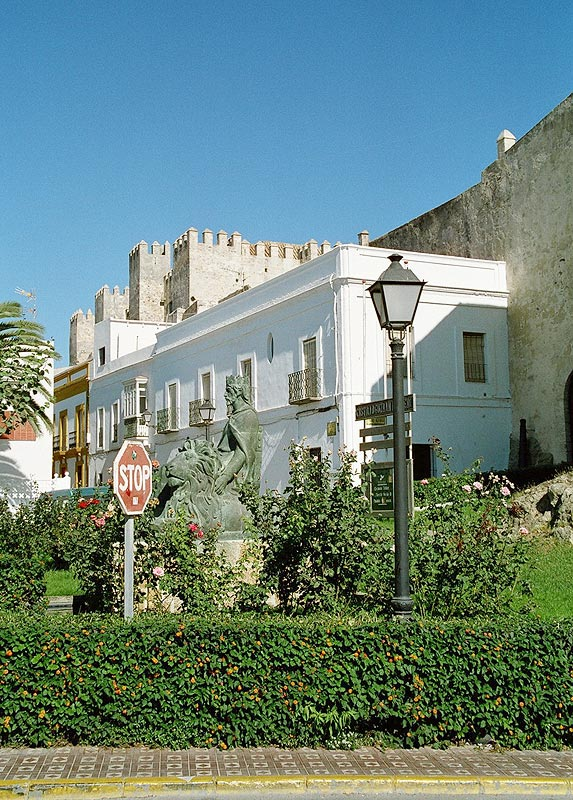
Tarifa

La ville de Tarifa compte environ 18 000 habitants.
Figure emblématique : "Gusman el bueno" qui préféra sacrifier son fils plutôt que céder la ville pendant le siège de 1294.

## Développement économique
Grâce à sa situation géographique particulière sur le détroit, la ville très ventée a connu un développement économique important autour de la pratique des sports nautiques (windsurf et kitesurf).

## Transports
Tarifa se trouve à 32,5 km de Tanger et des côtes marocaines (distance minimales du détroit de Gibraltar 14,4 km). Un service de ferry relie Tarifa à Tanger.

## Personnalités liées à la commune
- Luis Fernandez, footballeur professionnel, y est né en 1959.
- Laura Weissmahr, actrice, y est née en 1992[6].